# Алхімія слова (книга)
«Алхімія слова» — книга польського письменника, перекладача, критика, есеїста, викладача Яна Парандовського (пол. Jan Parandowski 11 травня 1895, Львів — 26 вересня 1978), яку важко порівняти з будь-яким іншим художнім твором.

Потрібно зазначити, що окрім «Алхімії слова» на теренах колишнього СРСР вийшли друком переклади інших книг Яна Парандовського «Небо у вогні» (1969), «Міфологія» (1971), «Олімпійський диск» (перше видання 1979), «Алхімія слова» (1972, 1990).
У 1978 — рік смерті автора, львівське видавництво «Каменяр» видало книгу «Небо пломеніє» в українському перекладі Богдана Гавришківа накладом 165 тисяч примірників. Нині можна знайти його книги в Інтернет-бібліотеках або завантажити аудіоверсію «Алхімії слова».

## Проблематика, ідея, тематика
До першого видання «Алхімії слова» 1951 року автор ішов майже 20 років з моменту виникнення ідеї (1930 рік) під час перебування з доповідями про мистецтво у Вільнюсі. Про історію виникнення задуму пише сам автор у Вступі або Передслові, що написаний у 1955 році до 2-го видання книги.
Основна проблематика — психологія і філософія творчості письменника, таємниці ремесла художника слова. В книзі піднімаються питання про покликання митця, вплив життєвих подій на становлення майстра, про натхнення і власне творчість, про славу і безсмертя письменників і поетів.
Крім того, вагомими питаннями, що розкриваються на сторінках книги є питання співвідношення генія, таланту, праці та наполегливості в процесі творення шедевру, про авторські перемоги та невдачі, про обставини та умови створення літературних творів, про слово.
Щодо впливу реального життя і оточення на творця Ян Парандовський зазначає: "То правда, що митцеві знати треба геть усе. Його завжди мучить «голод натуральності». «Непереборне прагнення проникнути в саму суть явища, яка буде втілена в слові, — висновкує Я. Парандовський, — іноді обертається для письменника кошмаром, — він буквально страждає, якщо в його творчому задумі лишаються порожні і неясні місця, котрі можна заповнити й прояснити лише з допомогою подальшого вивчення або ж глибшого проникнення в описувані явища»

## Основний зміст
В книзі Яна Парандовського зібрано багато фактів і прикладів з життя та творів поетів і письменників, які науково і філософськи переосмислені автором, а потім знайшли художнє втілення у тексті.
В «Алхімії слова» згадується близько пятисот імен письменників. Автор змальовує життєвий досвід таких письменників, як: Есхіл, Горький; Петрарка; Артюр Рембо; Оскар Вайлд та ін.
Велика заслуга Яна Парандовського полягає також у тому, що європейський читач, який звик до європейських і американських письменників, отримав чудову нагоду познайомитися з літературою і митцями слов'янських країн, зокрема з польськими.
Форму книги можна назвати збіркою белетризованих есеїв, об'єднаних єдиною — таємницею творчого процесу і ремесла письменника.
Зміст книги — розповіді про життєві перепетії багатьох письменників і поетів різних епох, які допомагають відповісти на вічні запитання про сутність і значення ремесла письменника, про важливість та співвідношення генія, таланту, наполегливої праці, вміння самоорганізуватися і враховувати досвід попередників, про славу, безсмертя, злети та падіння, моральну стійкість, про обставини та умови створення літературних творів, про слово.
Відтак, назва «Алхімія слова» можна пояснити через метафору «алхімія». Тобто автор має на увазі, що письменницьке ремесло подібне до процесу творіння стародавніми алхіміками золота, дорогоцінного металу з простих інградіентів.
Подібним чином діють «алхіміки» слова — письменники і поети, використовуючи, здавалося б, прості слова, поєднуючи їх відомими тільки їм способами за допомогою натхнення і Божої іскри, створюють щось вражаюче і чарівне.
Читачу імпліцитно «задається запитання»: як художникам слова, які належать одному народу, культурі, поколінню і мові, вдається створити такі різні тексти, різні за значенням, талантом і впливом на читача? Адже, користуючись одними й тими самими словами, один може вести графоманські блоги, а інший — висококваліфіковану колонку? Крім того, як пояснити різницю між шедевром «Фауст» і пропагандистським «Майн кампфом», написаними одними й тими ж словами?
Ян Парандовський намагається відкрити перед читачем всі таємниці письменницької майстерні, намагається пояснити «алхімічні» процеси з словами, які запускаються письменниками.
За твердженням російського критика С. Залигіна: «Ян Парандовский в своей работе целиком сосредоточен именно на конкретностях, на конкретных писателях, на фактических условиях их существования и творчества, он очень редко делает те или иные общие выводы и заключения в таком роде, например: „Писатель живет в двух временных измерениях одновременно — в том, которое творит он сам, и в том, которому подчиняется при взгляде на стрелки часов…“, по большей же части его работа опять-таки представляет свод совершенно конкретных сведений о конкретных писателях''»

## Структура
- Передслово
- Покликання
- Життя
- Майстерня
- Натхнення
- Праця
- Слово
- Таємниці ремесла
- Матеріал для літератури
- У лабораторіях літератури
- Стиль
- Від першої до останньої думки
- Прихований спільник
- Слава і безсмертя

## Переклади
- українською мовою: Парандовський Я. Алхімія слова // Пер. з польської Ю.Попсуєнка. — К.: Дніпро, 1991. — 376 с.
- російською мовою: Парандовский Я. Алхимия слова // Пер.с польского. — М.: Прогресс, 1972. — 389 с.
- російською мовою: Парандовский Я. Алхимия слова // Пер.с польского А. Сиповича.. — М.: Правда, 1990. — 391 с.